# Heinrich Freyer

Heinrich Freyer; Öl auf Leinwand von Matevž Langus, 1837

Heinrich Freyer (* 7. Juli 1802 in Idria; † 21. August 1866 in Laibach) war ein österreichischer Naturforscher. Sein botanisches Autorenkürzel lautet „Freyer“.

## Leben
Freyer machte in Laibach und Wien eine pharmazeutische Ausbildung. Von 1829 bis 1832 arbeitete er als Apotheker. Im Jahre 1832 wurde er für das kurz zuvor gegründete Krainische Landesmuseum in Laibach zum Kustos berufen. Ab 1853 war Freyer am Zoologisch-Botanischen Museum in Triest als Konservator tätig. Er kam immer wieder nach Wien um sich auszubilden.
Im Jahr 1848 besorgte Freyer die erste Aufstellung des Kärntner Landesmuseums, noch bevor Friedrich Simony zum Kustos berufen wurde. Freyer beschäftigte sich in Krain mit Zoologie, Paläontologie, Botanik, Geographie und Volkskunde.
Freyer war korrespondierendes Mitglied der Akademie der Wissenschaften in Wien.

## Ehrungen
Nach Freyer benannt ist die Pflanzengattung Freyera Rchb. aus der Familie der Doldenblütler (Apiaceae).

## Veröffentlichungen (Auswahl)
- Foraminiferen Funde in Krain und Kroatien. In: Ber. üb. Mitt. von Freunden d. Naturwiss. in Wien, Wien 1846 und 1849, S. 109/157 und S. 9.
- Fossilien von Polsica in Oberkrain. In: Ber. üb. Mitt. von Freunden d. Naturwiss. in Wien, Wien 1849, S. 202.
- Correspondenz. In: Österreichische Botanische Zeitschrift 1853, S. 156–158.
- Über neu entdeckte Conchylien aus den Geschlechtern Carychium und Pterocera. In: Sitzungsberichte der Akademie der Wissenschaften mathematisch-naturwissenschaftliche Klasse 15, 1855, S. 18–23 (zobodat.at [PDF; 570 kB]).